# 바흐 음형

바흐 음형.

바흐 음형은 내림 나, 가, 다, 나(B♭-A-C-B)의 순서로 이루어진 음형이다. 많은 작곡가들이 이 음형을 요한 제바스티안 바흐에 대한 존경의 표시로 썼다. 독일식 음이름으로  B는 내림 나를, H는 나를 뜻하므로, 이 음형의 독일식 음이름은 바흐의 철자와 똑같은 ‘BACH’가 된다.
바흐 자신도 푸가의 기법(BWV 1080)의 마지막 작품에 이 음형을 쓴 푸가를 썼지만, 완성하지 못하고 죽었다. 하지만 이 음형은 그의 여러 다른 작품 중간에서 나타난다.
요한 제바스티안 바흐의 아들 중 한 사람인 요한 크리스티안 바흐이거나 카를 필립 임마누엘 바흐의 작품으로 여겨지는, 건반악기를 위한 바 장조의 푸가가 이 음형을 쓴다. 그 뒤로 19세기까지는 바흐에 대한 관심이 많지 않아 이 음형은 쓰이지 않았다.
바흐 음형은 푸가나 대위적인 작품에 많이 인용된다.
다음은 바흐 음형을 주제로 하는 작품의 시간 순서대로 정렬한 목록이다.
- 1845 - 로베르트 슈만: 《오르간, 페달 피아노, 또는 하모늄을 위한 여섯 개의 푸가》, 작품번호 60
- 1855 - 프란츠 리스트: 오르간을 위한 《Fantasie und Fuge über das Thema B-A-C-H》(뒤에 피아노로 편곡됨)
- 1878 - 니콜라이 림스키코르사코프: 피아노를 위한 《BACH에 의한 변주곡》
- 1900 - 막스 레거: 오르간을 위한 《B-A-C-H에 의한 판타지와 푸가》
- 1910 - 페루치오 부조니: 피아노를 위한 《판타지아 콘트라푼티스티카(Fantasia contrappuntistica)》(1912 개작, 1922 개작)
- 1911 - 카를 닐센: 《바이올린 협주곡》(Op. 33/FS 61)
- 1932 - 아르투르 오네게르: 피아노를 위한 《Prélude, Arioso, Fughette》(뒤에 현악곡으로 편곡됨)
- 1932 - 프랑시스 풀랑크: 피아노를 위한 《Valse-improvisation sur le nom Bach》
- 1937-8 - 안톤 베베른: 《현악 사중주》(주제가 되는 음렬이 바흐 음형에 의한 것이다.)
- 1952 - Jean Coulthard, 피아노를 위한 《BACH에 의한 변주곡》
- 1952 - 루이지 달라피콜라: 《Quaderno musicale di Annalibera》
- 1964 - 아르보 패르트: 현, 오보에, 하프시코드, 피아노를 위한 《Collage over B-A-C-H》
- 1974 - Rudolf Brucci: 현을 위한 《Metamorfosis B-A-C-H》
- 1976 - Milos Sokola: 오르간을 위한 《Passacaglia quasi Toccata on B-A-C-H》
- 1985 - 알프레트 시닛케: 《합주 협주곡 제3번》
- 1990년대 - 론 넬슨: 관악단을 위한 《Passacaglia (Homage on B-A-C-H)》

바흐 음형은 위와 같이 주제로도 쓰이는 한편 많은 곡의 중간에도 나타나는데, 그런 작품의 예로는 아르놀트 쇤베르크의 《Variations for Orchestra》(1926-8)와 《현악 사중주 제3번》(1927), 크시슈토프 펜데레츠키의 《루카 수난곡》, 요하네스 브람스가 쓴 루트비히 판 베토벤의 《피아노 협주곡 제4번》을 위한 카덴자가 있다.